# Drum național 15C
Der Drum național 15C (rumänisch für „Nationalstraße 15C“, kurz DN15C) ist eine Hauptstraße in Rumänien.

## Verlauf
Die Straße zweigt bei Piatra Neamț vom Drum național 15 nach Norden ab. Noch in dieser Stadt führt der Drum național 15D nach Osten. Im weiteren Verlauf durchquert die Straße Bodești, kreuzt in der Stadt Târgu Neamț den Drum național 15B und verläuft weiter in nördlicher Richtung, bis sie bei Vadu Moldovei auf den Drum național 2 (Europastraße 85) trifft und an diesem endet.
Die Länge der Straße beträgt rund 69 Kilometer.
Von der Straße zweigen südlich von Târgu Neamț die kurzen Zweigstraßen Drum național 15F zum Kloster Agapia und Drum național 15G zum Kloster Văratec ab.